# Stanisław Łętowski (pułkownik)
Stanisław Łętowski ps. Mechanik (ur. 1 listopada?/14 listopada 1908 w majątku Wiszniówka, w powiecie i guberni mińskiej, zm. 10 września 1958 w Bydgoszczy) – pułkownik Wojska Polskiego. Uczestnik wojny obronnej 1939, oficer Armii Krajowej. W trakcie powstania warszawskiego w 1944, dowódca a następnie zastępca dowódcy „Podobwodu Śródmieście Południe”.

## Życiorys
Był synem Franciszka, agronoma i Zofii z domu Gryfin. W październiku 1923 rozpoczął naukę w Państwowym Gimnazjum im. Adama Mickiewicza w Wilnie, które ukończył w 1927 otrzymując świadectwo dojrzałości. W latach 1927–1930 odbył przeszkolenie w Szkołę Podchorążych Piechoty w Komorowie-Ostrowi Mazowieckiej, uzyskując stopień podporucznika. Po ukończeniu szkoły został dowódcą plutonu w 4 pułku strzelców podhalańskich w Cieszynie, a później referentem wychowania fizycznego.
W latach 1934–1935 ukończył kurs aplikacyjny broni pancernych w Centrum Wyszkolenia Broni Pancernych w Modlinie i otrzymał przydział do 3 batalionu pancernego w Warszawie. Początkowo był instruktorem w 2 kompanii a następnie adiutantem batalionu.
W 1938 został dowódcą plutonu w Szkole Podchorążych Rezerwy Broni Pancernej w Modlinie. Na stopień kapitana został mianowany ze starszeństwem z 19 marca 1939 i 17. lokatą w korpusie oficerów broni pancernych, grupa liniowa. W tym czasie pełnił służbę w 11 batalionie pancernym w Modlinie na stanowisku dowódcy plutonu kompanii czołgów TK. W sierpniu 1939, w czasie mobilizacji, objął dowództwo samodzielnej kompanii czołgów rozpoznawczych nr 11, która została przydzielona do Warszawskiej Brygady Pancerno-Motorowej. W składzie brygady walczył w trakcie kampanii wrześniowej.
Po zakończeniu działań bojowych uniknął niewoli i wrócił do Warszawy, gdzie już w grudniu 1939 włączył się do organizacji konspiracyjnej Pobudka. Wtedy też wspólnie z kpt. Stefanem Golędzinowskim odtworzył w konspiracji 3 batalion pancerny (później zwany batalionem „Golskiego” i został jego pierwszym dowódcą. Po podporządkowaniu się „Pobudki” Armii Krajowej został na krótko przydzielony do Komendy Okręgu Warszawa-Miasto AK, a potem przeniesiony do Lublina. W październiku 1942 wrócił do Warszawy i został dowódcą utworzonego wówczas ośrodka pancernego Komendy Obszaru Warszawa AK, funkcję tę pełnił do wybuchu powstania warszawskiego. 11 listopada 1943 został awansowany do stopnia majora.
W trakcie powstania warszawskiego 7 sierpnia 1944 został komendantem „Podobwodu Śródmieście-Południe”, którą to funkcję pełnił do 20 sierpnia, gdy komendantem został ppłk. Jan Szczurek-Cergowski. Do końca powstania pełnił funkcję zastępcy komendanta „Podobwodu Śródmieście-Południe”.
Po kapitulacji powstania warszawskiego został wywieziony do Oflagu IIC w Woldenbergu. 30 stycznia 1945 po wydostaniu z niewoli przyłączył się do oddziału radzieckiego i jeszcze tego samego dnia został ranny w miejscowości Deetz. Następnie do kwietnia 1945 przebywał w radzieckim szpitalu wojskowym.
W kwietniu 1945 wstąpił do ludowego Wojska Polskiego i został zastępcą ds. liniowych komendanta Oficerskiej Szkoły Broni Pancernej w Modlinie. Awansowany do stopnia pułkownika. Potem był szefem Gabinetu Ministra Obrony Narodowej. W 1948 skierowany został na studia do Akademii Sztabu Generalnego, po ich ukończeniu został komendantem Garnizonu Warszawa.
W 1950 został zwolniony do rezerwy i został dyrektorem administracyjno-handlowym Warszawskiej Fabryki Motocykli. 22 maja 1950 został aresztowany i przebywał w areszcie do 22 kwietnia 1954. Śledztwo w jego sprawie zostało umorzone w 19 listopada 1954. Po zwolnieniu z aresztu został kierowcą w Lubelskiej Fabryce Samochodów.
Członek PPR i PZPR w latach 1945–1950 i ponownie w latach 1954–1958. Członek od 1945 Związku Uczestników Walki Zbrojnej z Niemcami, a potem ZBoWiDu. Członek Zarządu Głównego ZBoWiD i wiceprzewodniczący Komisji Odznaczeniowej ZBoWiD.
W listopadzie 1956 ponownie powołany do wojska, we wrześniu 1957 ukończył Wyższy Akademicki Kurs Ogólnowojskowy w Akademii Sztabu Generalnego i został oficerem w Głównym Zarządzie Polityczno-Wychowawczym WP. Zmarł 10 września 1958 w Bydgoszczy na zawał serca w trakcie podróży służbowej.
Został pochowany w Warszawie, na Cmentarzu Wojskowym na Powązkach (kwatera II B 28, rząd 1, grób 15).

## Życie prywatne
Był żonaty z Wandą z domu Karnicką (1910-1998), z którą miał m.in. syna Janusza.

## Awanse
- podporucznik – 15 VIII 1930 ze starszeństwem z dniem 15 VIII 1930 i 73 lokatą w korpusie oficerów zawodowych piechoty
- porucznik –
- major – 11 XI 1943
- podpułkownik – 3 X 1944
- pułkownik – 1945

## Ordery i odznaczenia
- Krzyż Srebrny Orderu Wojennego Virtuti Militari (1945)
- Krzyż Kawalerski Orderu Odrodzenia Polski (1945)
- Krzyż Walecznych czterokrotnie (po raz czwarty 15 września 1944)
- Srebrny Krzyż Zasługi z Mieczami (1 października 1944)